# Národní park Archipiélago de Cabrera
Národní park Archipiélago de Cabrera (španělsky Parque nacional marítimo-terrestre del Archipiélago de Cabrera)
je španělský národní park na souostroví Cabrera, které je součástí Baleárských ostrovů. Park zahrnuje celý největší ostrov Cabrera, deset menších okolních ostrovů a okolní moře. Národní park souostroví Cabrera má celkem rozlohu 100 km², z toho 13 km² zaujímá souše. Park byl zřízen za účelem ochrany původních středomořských ekosystémů.

## Charakteristika
Souostroví Cabrera leží přibližně 15 km od jihovýchodní části Mallorcy. Pobřežní krajina je patrně nejlépe dochovanou částí celého španělského pobřeží. Souostroví je důležitým místem na migrační trase více než 150 druhů ptáků, v okolním moři žije okolo 200 druhů ryb. Souostroví Cabrera je součástí Natury 2000.